# Filipina Carlota da Prússia
Filipina Carlota da Prússia (em alemão: Philippine Charlotte von Preußen; 13 de março de 1716 — 17 de fevereiro de 1801) foi uma filha do rei Frederico I da Prússia e da princesa Sofia Doroteia de Hanôver.

## Família
Filipina foi a sétima dos quinze filhos do rei Frederico Guilherme I da Prússia e da princesa Sofia Doroteia de Hanôver. Entre os seus irmãos estava o rei Frederico II da Prússia e princesa Luísa Ulrica da Prússia, rainha da Suécia. Os seus avós paternos eram o rei Frederico I da Prússia e a princesa Sofia Carlota de Hanôver. Os seus avós maternos eram o rei Jorge I da Grã-Bretanha e a duquesa Sofia Doroteia de Brunsvique-Luneburgo.

## Casamento e descendência
No dia 2 de julho de 1733, Filipina Carlota casou-se com o duque Carlos I de Brunswick-Wolfenbüttel. Carlos herdou o ducado após a morte do pai em 1735. Juntos tiveram treze filhos:
1. Carlos Guilherme Fernando, Duque de Brunsvique-Volfembutel  (9 de outubro de 1735 - 10 de novembro de 1806); casado com a princesa Augusta da Grã-Bretanha; com descendência.
2. Jorge Francisco de Brunsvique-Volfembutel (26 de setembro de 1736 - 10 de dezembro de 1737); morreu aos 14 meses de idade.
3. Sofia Carolina de Brunsvique-Volfembutel (7 de outubro de 1737 - 22 de dezembro de 1817); casada com o marquês Frederico de Brandemburgo-Bayreuth
4. Cristiano Luís de Brunsvique-Volfembutel (13 de novembro de 1738 - 12 de abril de 1742); morreu aos 3 anos de idade.
5. Ana Amália de Brunsvique-Volfembutel (24 de outubro de 1739 - 10 de abril de 1807); casada com o duque Ernesto Augusto II de Saxe-Weimar-Eisenach; com descendência.
6. Frederico Augusto de Brunsvique-Volfembutel (29 de outubro de 1740 - 8 de outubro de 1805); sem descendência.
7. Alberto Henrique de Brunsvique-Volfembutel (26 de fevereiro de 1742 - 8 de agosto de 1761); morreu aos 21 anos; sem descendência.
8. Luísa Frederica de Brunsvique-Volfembutel (18 de dezembro de 1743 - 22 de fevereiro de 1744), morreu aos 3 meses de idade
9. Guilherme Adolfo de Brunsvique-Volfembutel (18 de maio de 1745 - 24 de agosto de 1770); sem descendência.
10. Isabel Cristina de Brunsvique-Volfembutel (8 de novembro de 1746 - 18 de fevereiro de 1840) casada com o rei Frederico Guilherme II da Prússia; com descendência.
11. Frederica de Brunsvique-Volfembutel (8 de abril de 1748 - 22 de janeiro de 1758); morreu aos 10 anos de idade.
12. Augusta Doroteia de Brunsvique-Volfembutel (2 de outubro de 1749 - 10 de março de 1803); sem descendência.
13. Maximiliano de Brunsvique-Volfembutel (10 de outubro de 1752 - 27 de abril de 1785); sem descendência.

## Biografia

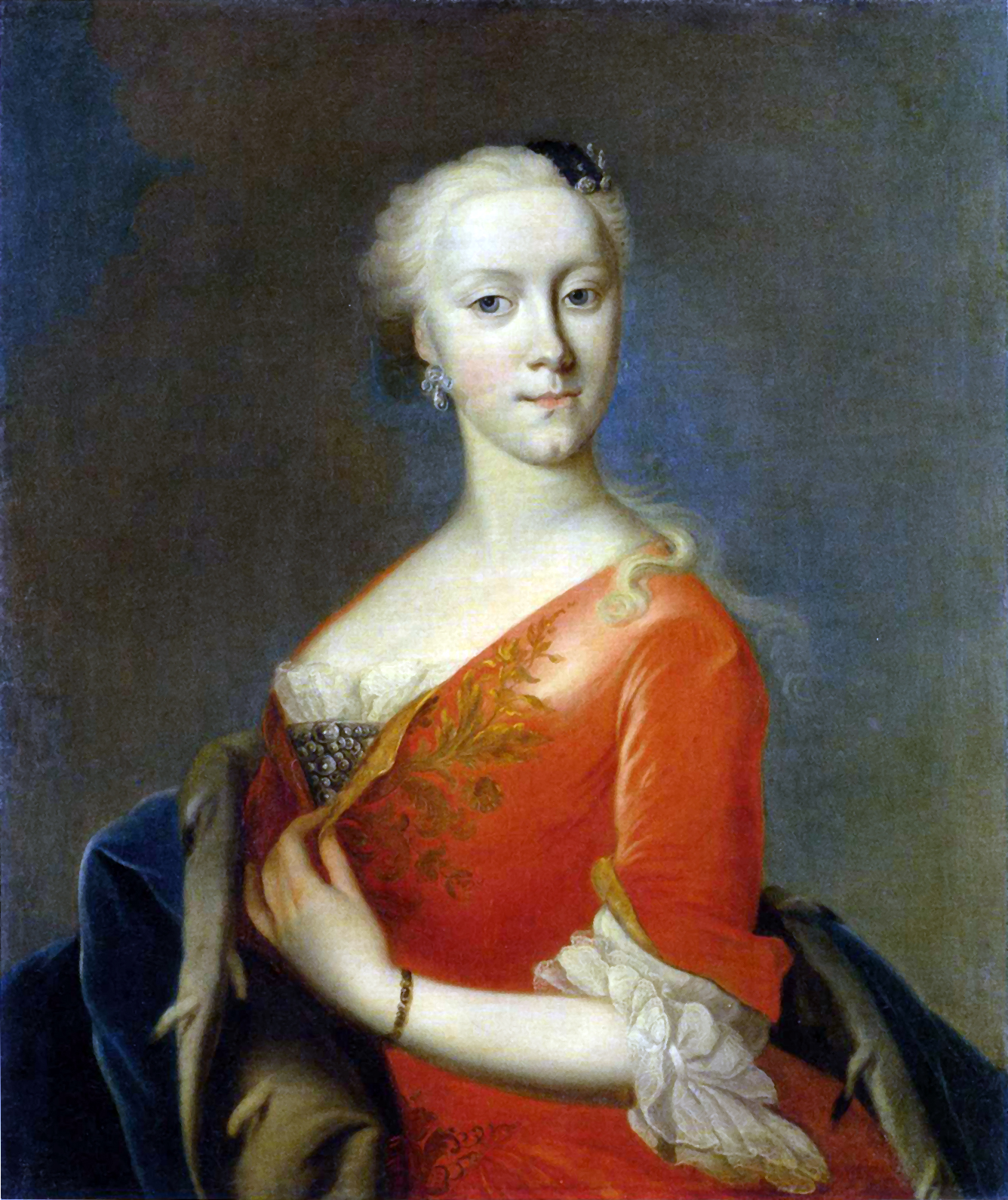
A princesa na juventude

Filipina casou-se no mesmo dia em que o seu irmão Frederico se casou com a irmã do seu marido, numa cerimónia que levou a uma forte aliança entre os dois estados mais poderosos do norte da Alemanha: a Prússia e Brunswick.
Filipina Carlota era vista como subtil e muito educada. Aconselhada por Johann Friedrich Wilhelm Jerusalem, a princesa seguia muito de perto a vida intelectual alemã. Gostava do poeta Salomon Gessner e tinha uma amizade com Friedrich Gottlieb Klopstock. Quando morreu tinha já contribuido com quatro mil livros para a biblioteca de Wolfenbüttel.